# Tributo ambiental
Os tributos ambientais formam um conjunto de políticas fiscais integrada por impostos, taxas e contribuições destinados a contribuir e incentivar a proteção do meio ambiente.
No direito brasileiro, são exemplos de instrumentos tributários que visam proteger o meio ambiente o ICMS Ecológico, a TCFA (Taxa de Controle e Fiscalização Ambiental), as cobranças de créditos de carbono oriundas do Mecanismo de Desenvolvimento Limpo, entre outros meios.
A cobrança pelo uso das águas, prevista pela Lei Federal n.º 7.433/97, não constituiu uma modalidade de tributo, visto que ela possui a natureza jurídica de preço público, não sendo considerada, portanto, como um tributo ambiental.